# Série de funções
Em análise matemática, uma série de funções é uma série cujos elementos são funções definidas em um domínio comum {\displaystyle D\,}. São exemplos de séries de funções as séries de Taylor, as séries de Fourier e as séries de Laurent.

## Série de funções reais
Seja {\displaystyle D\,} um conjunto e {\displaystyle \{f_{n}(x)\}\,} uma sequência de funções {\displaystyle f_{n}:D\to \mathbb {R} \,}. Denota-se e define-se a soma {\displaystyle \{f_{n}(x)\}\,} como:
{\displaystyle \sum _{n=1}^{\infty }f_{n}(x)=\lim _{N\to \infty }\sum _{n=1}^{N}f_{n}(x)\,}

### Critérios de convergência
Denotando as somas parciais por {\displaystyle S_{N}(x)\,}:
{\displaystyle S_{N}(x)=\sum _{n=1}^{N}f_{n}(x)\,}
- Diz-se que a série converge pontualmente se a sequência {\displaystyle S_{N}\,} converge pontualmente.
- Diz-se que a série converge uniformemente se a sequência {\displaystyle S_{N}\,} converge uniformemente.
- Diz-se que a série converge absolutamente se a série {\displaystyle \sum _{n=1}^{\infty }\left|f_{n}(x)\right|\,} converge pontualmente.